# کوین ترودو
کوین مارک ترودو (به انگلیسی: Kevin Mark Trudeau، ‎/tru:ˈdoʊ/‎; متولد۶فوریه۱۹۶۳)، یک کارآفرین، تاجر، نویسنده و بازیکن  بیلیارد و گلف اهل آمریکا است. او با استفاده از برنامه‌های تبلیغات تلویزیونی اقدام به ترویج اطلاعات در زمینه سلامت، رژیم غذایی و مشاوره مالی کرد اما در نهایت اقدامات او منجر به شکایت شرکت‌های داروسازی و اعضای انجمن به عنوان تقلب شد.او همچنین به دلیل توهین به دادگاه برای ۱۰ سال محکوم به زندان شد.

## اوایل زندگی
کوین ترودو در لینن، ماساچوست، متولد شد و تحصیلات خود را در دبیرستان سن مری که یک دبیرستان خصوصی مخصوص کاتولیک‌ها در شهر لینن است، ادامه داد. او در سال ۱۹۸۱ از طرف مدرسه محل تحصیلش به عنوان یکی از آینده دارترین استعدادهای مدرسه معرفی شد.

## ترک تحصیل و شروع تجارت کوین ترودو
کوین ترودو تحصیلات خود را در دبیرستان سن مری که یک دبیرستان خصوصی مخصوص کاتولیک‌ها در شهر لین است ادامه داد. او در سال ۱۹۸۱ از طرف مدرسه محل تحصیلش به عنوان یکی از آینده دارترین استعدادهای مدرسه معرفی شد.
پس از اتمام مقطع دبیرستان بود که متوجه شد ادامه تحصیل باعث کسب موفقیت و ثروتی که او در آرزوی آن آست نمی‌شود. به همین دلیل دست از ادامه تحصیل کشیده و با تعدادی از دوستانی که داشت مشغول به دست فروشی و پس از آن خرید و فروش خودرو و کسب درآمد از این طریق شد.

## شبکه جهانی اطلاعات
همزمان با ارائه سمینار آرزوی تو دستور توست او اقدام به بنیان‌گذاری یک گروه خصوصی به نام ” شبکه جهانی اطلاعات ” (Global Information Network) کرد، این گروه به صورت مختصر ” جی آی ان ” یا ” GIN ” نیز خوانده می‌شود.
اساس کار شبکه جهانی اطلاعات ایجاد دسترسی مردم عادی به اطلاعات سطح بالا در زمینه موفقیت، تجارت، کسب ثروت و … بود. بنیان‌گذاران جی آی ان ۳۰ نفر میلیاردر مشهور بودند (۲۹ نفر + کوین ترودو) این افراد نیز همگی عضو گروه‌های مخفی آمریکا هستند.
در این دوره کوین ترودو از مبالغ حق عضویت اعضای این گروه درآمد بسیار زیادی کسب کرد اما این درآمد بیشتر صرف پیشبرد شبکه جهانی اطلاعات و برگذاری سمینارها و تورهای تفریحی با کشتی‌های کروز شد. (شبکه جهانی اطلاعات فعال بوده و سمینارهای مناسبی را در سراسر جهان برگزار می‌کند) در همین سال کوین ترودو یک رادیو اینترنتی را نیز ایجاد کرد و از طریق آن تعدادی پادکست صوتی ضبط و برای اعضای شبکه جهانی اطلاعات و عموم مردم ارسال کرد. این پادکست‌های صوتی با زمانی حدود ۳۰ تا ۶۰ دقیقه به صورت سریع و خلاصه اسرار کسب ثروت، قانون جذب و تجارت موفق را برای شما فاش می‌کنند.

## ده سال زندانی
در سال ۲۰۱۴ او مجدد به دلیل محتوای ارائه شده در کتاب درمان کاهش وزن ملزم به پرداخت ۳۷٫۶ میلیون دلار جریمه شد.
همچنبن به دلیل تمسخر دادگاه به ۱۰ سال زندان محکوم گشت.
دو جرم برای او در نظر گرفته شده، اولین جرم این است که او بدون داشتن مدرک پزشکی در این کتاب دارو تجویز کرده‌است و جرم دوم ذکر می‌کند او علاوه بر این که بدون داشتن مدرک پزشکی دارو تجویز کرده‌است بلکه این کار را از روی عمد و با برنامه‌ریزی قبلی انجام داده‌است. جرم دوم مستقیماً از طرف فدرال برای او در نظر گرفته شده و به همین دلیل قابل بخشش نیست.
حقوق انتشار کتاب‌های او به یک سازمان داده شد تا با درآمد حاصل از آن پول کسانی که کتاب کاهش وزن او را خریده و ناراضی بودند، پس داده شود! و این شرکت در سال ۲۰۱۵ مبلغی معادل ۸ میلیون دلار را بازپرداخت کرد.

## آزادی از زندان
کوین ترودو در سال 2024 از زندان آزاد شد. او پس از آزادی، در یوتیوب صفحه ای را با نام خود ایجاد کرد و فعالیت اش را شروع نمود. برنامه کوین ترودو (Kevin Trudeau Show) به صورت هفتگی توسط ایشان منتشر می شود. وی در این برنامه به بررسی مسائل مهم روز دنیا می پردازد.